# Hermann Hoffmann (Botaniker)

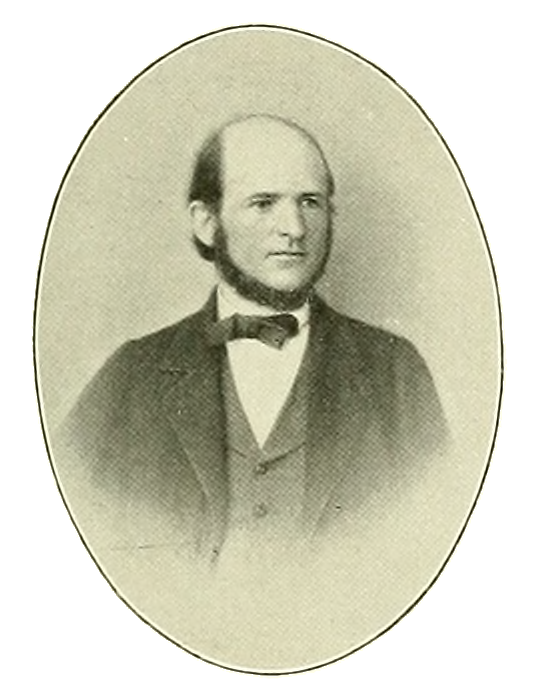
Hermann Hoffmann

Heinrich Karl Hermann Hoffmann (* 22. April 1819 in Rödelheim; † 26. Oktober 1891 in Gießen) war ein deutscher Botaniker. Sein offizielles botanisches Autorenkürzel lautet „H.Hoffm.“

## Leben und Wirken
Hoffmann studierte an den Universitäten in Gießen und Berlin Medizin und habilitierte sich 1842 als Privatdozent in Gießen. 1848 erfolgte die Ernennung zum außerordentlichen Professor für Botanik und 1853 zum ordentlichen Professor für Botanik an der Ludoviciana Gießen.
Er beschäftigte sich vorzugsweise mit den biologischen Verhältnissen der Pilze und ihren Beziehungen zu Gärung, Fäulnis und Krankheitsprozessen. Bereits 1860 widerlegte er die Lehre von der Urzeugung der Gärungserreger, obwohl die Widerlegung einer Spontanzeugung von Mikroorganismen bis heute Louis Pasteur zugeschrieben wird.
Außerdem führte er langjährige Studien über den Einfluss von Klima- und Bodenverhältnissen auf die Pflanzenverbreitung durch und beschäftigte sich mit experimentellen Untersuchungen über Bildung von Varietäten und Entstehung verwandter Arten. In späteren Phasen förderte er namentlich die Phänologie durch eingehende Untersuchungen. Hoffmann ist der Begründer der Blühphänologie, auf ihn gehen die mehr als 70 noch heute existierenden Phänologischen Gärten und Beobachtungsstellen in Europa zurück.
In seinem Buch von 1869 argumentiert er gegen die Evolutionstheorie von Charles Darwin, das heißt Variationen als Basis der Bildung neuer Arten, und versucht diese Theorie experimentell zu überprüfen (deshalb war das Buch auch Darwin selbst bekannt und in dessen Besitz). Das Buch gehört auch zu den wenigen zeitgenössischen Werken, die die Kreuzungsexperimente von Gregor Mendel erwähnen. Hoffmann hatte Mendels Aufsatz von 1865 genau studiert, ihm entgingen jedoch die wesentlichen neuen Erkenntnisse von Mendel. Er gibt nur folgende Ansicht von Mendel wieder: Hybride besitzen die Neigung, in den folgenden Generationen in die Stammarten zurückzuschlagen. Hoffmann stellt danach hauptsächlich seine eigenen Kreuzungsexperimente (auch an Erbsen) vor. In späteren Werken erwähnt er Mendel nicht mehr.

## Ehrungen

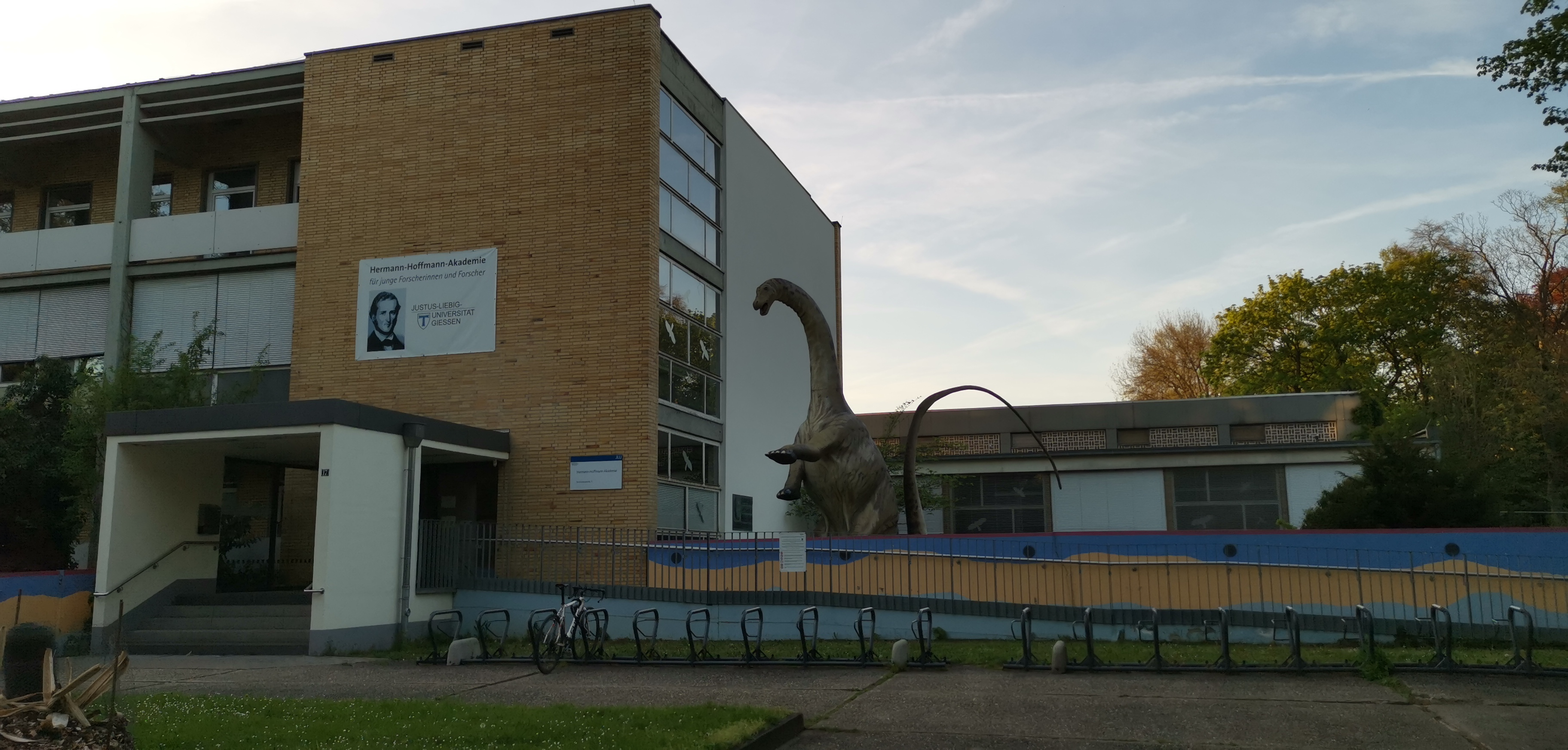
Hermann-Hoffmann-Akademie

Im Jahr 1874 wurde Hoffmann zum Mitglied der Leopoldina gewählt.
An der Justus-Liebig-Universität Gießen wurde 2013 im alten Gebäude des Botanischen Instituts, das neben dem Botanischen Garten und damit der langjährigen Wirkstätte von Herrmann Hoffmann liegt, eine Akademie für junge Forscher eingerichtet und nach ihm benannt.

## Schriften (Auswahl)
- Schilderung der deutschen Pflanzenfamilien vom botanisch-deskriptiven u. physiologisch-chemischen Standpunkt (Gießen 1846);
- Untersuchungen über den Pflanzenschlaf (Gießen 1851);
- Pflanzenverbreitung und Pflanzenwanderung (Darmstadt 1852);
- Witterung und Wachstum, oder Grundzüge der Pflanzenklimatalogie (Leipzig 1857);
- Lehrbuch der Botanik (Darmstadt 1857);
- Icones analyticae fungorum. Abbildungen und Beschreibungen von Pilzen mit besonderer Berücksichtigung auf Anatomie und Entwickelungsgeschichte (Gießen 1861–65, 4 Hefte mit 24 Tafeln);
- Index fungorum (Leipzig 1863);
- Untersuchungen zur Bestimmung des Wertes von Spezies und Varietät (Gießen 1869); Archive
- Mykologische Berichte (1870–73, 3 Tle.);
- Nachträge zur Flora des Mittelrhein-Gebietes (1879–89, 8 Tle.); Konvolut aller 8 Folgen;
- Resultate der wichtigsten pflanzenphänologischen Beobachtungen in Europa. (1885).